# Agelena jirisanensis
Agelena jirisanensis es una especie de araña del género Agelena, familia Agelenidae. Fue descrita científicamente por Paik en 1965.

## Distribución
Esta especie se encuentra en Corea.